# Bainville-sur-Madon
Bainville-sur-Madon is een gemeente in het Franse departement Meurthe-et-Moselle in de regio Grand Est. De plaats maakt deel uit van het arrondissement Nancy. Bainville-sur-Madon telde op 1 januari 2022 1.443 inwoners.

## Geografie
De oppervlakte van Bainville-sur-Madon bedroeg op 1 januari 2022 5,88 vierkante kilometer; de bevolkingsdichtheid was toen 245,4 inwoners per km².

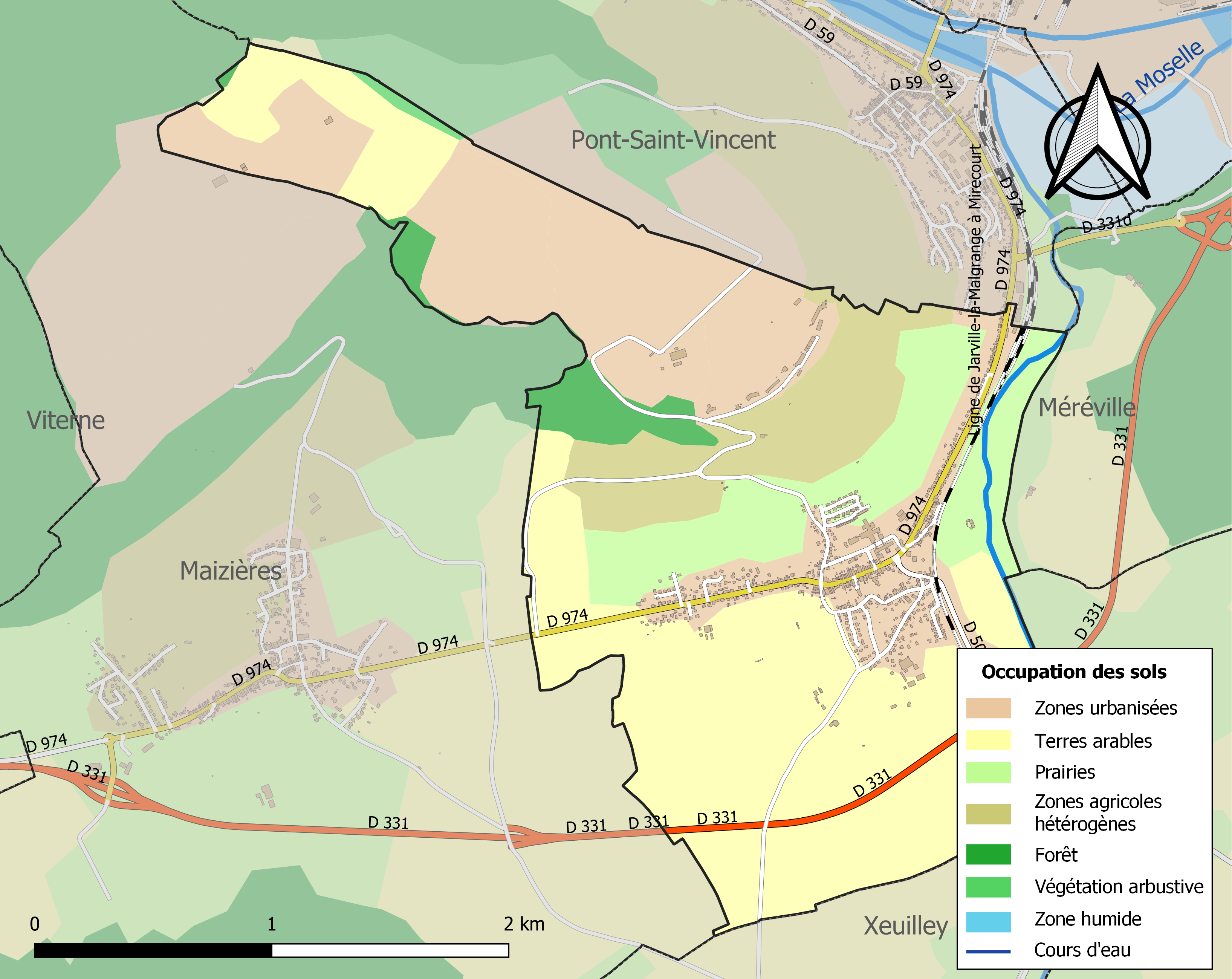
Kaart van de gemeente met de belangrijkste infrastructuur, bodemgebruik en omliggende gemeenten

## Demografie
Onderstaande figuur toont het verloop van het inwonertal (bron: INSEE-tellingen).